# Кресцентий (киник)
Кресцентий или Кресцент (на латински: Crescentius, Crescens) e философ-циник от 2 век.
Обвинява мъченика Юстин пред император Антонин Пий и го съди заради неговото християнско учение.
За живота на Кресцент няма достоверни сведения и неговите съчинения не са съхранени.